# ストリーマーズ 若き兵士たちの物語
『ストリーマーズ 若き兵士たちの物語』（ストリーマーズ わかきへいしたちのものがたり、原題: Streamers）は、1983年に製作されたアメリカ合衆国の映画。ロバート・アルトマン監督。

## キャスト
- ビリー：マシュー・モディーン
- カーライル：マイケル・ライト
- リッチー：ミッチェル・リヒテンシュタイン
- ロジャー：デヴィッド・アラン・グリア
- ルーニー：ガイ・ボイド
- コークス：ジョージ・ズンザ

## 受賞・ノミネート
| 映画賞・映画祭         | 部門   | 対象 | 結果 |
| ---------------------- | ------ | --- | ---- |
| ヴェネツィア国際映画祭 | 男優賞 | マシュー・モディーン マイケル・ライト ミッチェル・リヒテンシュタイン デヴィッド・アラン・グリア ガイ・ボイド ジョージ・ズンザ | 受賞 |